# جنباية
جِنْبايَة (الاسم العلمي Genipa)، جنس أشجار حرجية من فصيلة الفوية.أعطانها الغابات الاستوائية في الأمريكتين، بما في ذلك ولاية فلوريدا.